# Cottens (Fryburg)
Cottens (frp. Kotin, hist. Cottingen) – szwajcarska gmina (fr. commune; niem. Gemeinde) w kantonie Fryburg, w okręgu Sarine. 

## Demografia
W Cottens mieszkają 1 482 osoby. W 2020 roku 17,1% populacji gminy stanowiły osoby urodzone poza Szwajcarią.

## Transport
Przez teren gminy przebiega droga główna nr 155.